# Holothuria sucosa
Holothuria sucosa is een zeekomkommer uit de familie Holothuriidae.
De wetenschappelijke naam van de soort werd in 1919 gepubliceerd door W. Erwe.